# Синедрион (Франция)
Синедрион февраля-марта 1807 года, также Великий синедрион, — в наполеоновской Франции консультативный орган раввинов и мирян по разработке гражданского законодательства в отношении евреев.
В 1806 году в Париже 74 еврейских депутата, избранные в 14 департаментах, дали ответ на 12 вопросов Наполеона I, и в следующем году был составлен — по древнему обычаю Израиля — великий синедрион из делегатов еврейского раввината Франции, Италии и Голландии в числе 70 членов и председателя, «наси».
Синедрион способствовал оформлению во Франции духовной организации евреев. Были учреждены консистории, состоящие из великого раввина и временных выборных светских членов; в каждой общине — свой общинный раввин, кантор, шохет (резатель скота). Все консистории подчинялись центральной консистории (1808), состоявшей из делегатов местных консисторий под председательством великого (главного) раввина Франции. Консисториальная организация евреев Франции была закреплена декретами от 17 марта и 11 декабря 1808 года. До отделения церкви от государства (закон от 9 декабря 1905 года) во Франции существовало 12 консисторий: в Париже, Нанси, Бордо, Лилле, Лионе, Марселе, Байонне, Эпинале, Безансоне, Алжире, Константине и Оране. Духовные лица еврейского вероисповедания с 1830 года получали содержание из государственной казны.

## Предыстория

### Национальное собрание (1791)
Декрет Национального собрания от 27 сентября 1791 г. положил конец исключительным законам о французских евреях, которые уравнивались в правах с христианами, но иудаизм ещё не был объявлен признанной религией.

### Собрание евреев-нотаблей (1806)
В начале 1806 года к Наполеону I стали поступать жалобы со стороны эльзасских крестьян на евреев; последних обвиняли в ростовщичестве и в захвате крестьянских земель. Жалобы эти поддерживались и официальными донесениями императору. Был созван на специальное заседание государственный совет, который должен был принять меры к прекращению указываемого эльзасцами зла. Сам Наполеон присутствовал на заседании и резко высказался в пользу исключительных законов ο евреях; был выработан проект, одобренный Наполеоном и превращённый в декрет 30 мая 1806 г. В силу этого декрета в восьми департаментах приостанавливалось в течение года приведение в исполнение судебных постановлений по отношению к задолжавшимся y евреев крестьянам, a также созывалось на 15 июля 1806 года в Париже собрание лиц, исповедовавших еврейскую религию и живших на территории Франции.
Члены этого собрания должны были быть выбраны префектами из среды раввинов соответствующих департаментов, лиц, имеющих собственность, и других евреев, известных своей честностью и знаниями. Эльзасско-лотарингские департаменты должны иметь 61 представителя, департаменты Сены, Воклюз, Нижних Пиренеев, Кот-д’Ор и Жиронды — 13. Другие же департаменты посылают на 100—500 евреев одного депутата, а на 500—1000 двух и т. д. Указанные депутаты должны были прибыть в Париж к 10 июля.
В изложении мотивов созыва собрания говорилось, что необходимо поднять в лицах, исповедующих еврейскую религию, гражданские чувства, столь низкие среди них из-за вековых притеснений, которые Франция стремилась прекратить. Цель собрания евреев-нотаблей — улучшение нравов еврейской массы; специальные комиссары сообщат Собранию нотаблей намерения и планы императора об исправлении евреев и, с другой стороны, охотно прислушаются к тому, что им будут советовать лучшие представители евреев в интересах развития полезных среди евреев занятий. Евреи охотно шли, по выражению Греца, защищать перед Европой посаженное на скамью подсудимых еврейство; итальянские евреи просили предоставить им участие в Собрании, что им было позволено. Собралось свыше 100 человек, среди которых было много действительно лучших представителей французского еврейства: Бер-Исаак Бер, Авр. Фуртадо, Т. Серфбер (Théodore Cerf Berr; 1766—1832), Мишель Бер, Зинцгейм и другие.
На одно из заседаний явились три правительственных комиссара: Моле, Порталис и Паскье. В речи, произнесённой от имени Наполеона, Моле упрекал евреев за «основательные против них жалобы», и хвалил их за готовность — сообща с правительством — работать на благо самих же евреев. «Его величество желает, чтобы вы были французами; от вас зависит принять этот титул; помните, что вы откажетесь от него, если выкажете себя недостойными его». После этой речи были прочитаны 12 вопросов, поставленных Наполеоном Собранию нотаблей:
1. Можно ли евреям иметь несколько жён?
2. Разрешается ли еврейской религией развод, и является ли он действительным без соответственного постановления французских трибуналов и при противоречии с французским кодексом?
3. Имеет ли право христианка выйти замуж за еврея и еврей жениться на христианке, или евреи должны вступать в брак лишь между собой?
4. Являются ли французы в глазах евреев их братьями или чужими?
5. В том и другом случае каковы должны быть отношения, предписываемые еврейской религией своим последователям, к французам-христианам?
6. Считают ли Францию своим отечеством евреи, родившиеся во Франции и пользующиеся в ней всеми правами гражданства? Должны ли они её защищать, повиноваться её законам и подчиняться Гражданскому кодексу?
7. Кто выбирает раввинов?
8. Какова полицейская власть раввинов и какова их судебная власть?
9. Установлены ли законом или одним лишь обычаем формы выборов раввинов и сфера компетенции их судебно-полицейской власти?
10. Есть ли запрещённые еврейским законом профессии?
11. Запрещает ли еврейский закон еврею отдавать деньги в рост евреям?
12. Запрещает или разрешает еврейский закон еврею заниматься ростовщичеством по отношению к нееврею?

Собрание дало следующие ответы на предложенные ему вопросы:
- многоженство запрещено у евреев с XI века;
- развод по судебному приговору допускается;
- брак с христианами не воспрещён;
- евреи считают французов братьями по родине, а Францию — своим отечеством;
- раввины не имеют судебной власти, они занимаются лишь отправлением религиозных функций;
- изучение какого-либо мастерства (ремесла) предписывается еврейской религией;
- рост, т. e. взимание противозаконных процентов, воспрещён евреям и в отношениях с христианами.

Наполеон остался крайне доволен всеми ответами Собрания, ο чём 18 сентября 1806 на публичном собрании было объявлено комиссаром Моле, который прибавил, что ввиду религиозной санкции, необходимой для подобного рода ответов, император решил созвать Синедрион. Решения Синедриона должны иметь такую же силу для религиозных евреев, какую до сих пор имел Талмуд; он должен стать высшей религиозной инстанцией для евреев и носить характер древнеиудейского Синедриона, иметь ту же форму и организацию, то есть состоять из 71 члена, с наси, ав-бет-дином и хахамом во главе.
Восторженно встретив эту весть, Собрание приступило к выборам части членов будущего Синедриона и 9-членной комиссии для разработки материала для будущего собрания, a также для переговоров с правительством. 6 октября оно выпустило воззвание на четырёх языках (еврейском, французском, немецком и итальянском) ко всему еврейству. Синедрион должен был собраться 20 октября 1806 г., состоять на ⅔ из раввинов и на ⅓ из мирян; в состав ⅔ должны были войти все раввины Собрания нотаблей; кроме того, из мирян, членов собрания нотаблей, были выбраны тайной подачей голосов 25 в будущий Синедрион. Нотабли также избрали ещё 29 раввинов, чтобы набрать, в целом, 71 человека.
9 декабря был представлен выработанный 9-членной комиссией из трёх португальцев (Фуртадо, Авигдор, Андрад), трёх немцев (Лазар; Моисей Леви, Бер-Ис. Бер) и трёх итальянцев (Сегре, Колонья, Краковия) проект организации еврейских общин и культа.
Проект, являвшийся в главных пунктах делом рук правительства, был предварительно одобрен Собранием нотаблей, a окончательно должен был быть санкционирован Синедрионом. Горячие споры возникли лишь по поводу предложения ο том, чтобы раввины всячески противодействовали ростовщичеству и следили за правильным отбыванием евреями воинской повинности. Многие члены Собрания указывали, что ростовщичество уже раз было ими осуждено, что евреям, проливавшим кровь за республику и Наполеона, незачем напоминать об их долге, и что поручение консисториям столь унизительных полицейских функций является оскорблением всего еврейства. Однако большинство членов Собрания отклонило всякие поправки, внесённые самостоятельно и без ведома правительства, и ограничилось лишь просьбой к императору, чтобы государство взяло на себя жалованье раввинов, по крайней мере часть его.
Христианское общество отнеслось с большим недоумением к мысли ο Синедрионе, говорили ο намерении Наполеона создать еврейское государство; другие видели в этом желание императора привлечь на свою сторону евреев всей Европы, чтобы тем самым увеличить свои шансы в предстоящих войнах. Но были и сочувствующие, например, в Бамберге католик Глей основал особый периодический орган для печатания известий ο Синедрионе. Правительства европейских государств встретили враждебно весть ο Синедрионе и даже предпринимали меры против распространения новостей ο нём.

## Синедрион (1807)
Открытие Синедриона состоялось лишь 9 февраля 1807 года. Это собрание должно было действовать самостоятельно. Роль правительства ограничилась лишь назначением Зинцгейма наси (президентом), Сегре — первоприсутствующим и А. де Колонья — второприсутствующим.

### 9 февраля
Из дома президента все члены Синедриона торжественно отправились 9 февраля в главную парижскую синагогу. Первую речь на еврейском языке произнёс, в присутствии высших чинов правительства и многочисленной публики, президент Синедриона. Его сменил Колонья, итальянская речь которого произвела на собравшихся глубокое впечатление.
Из синагоги все члены Синедриона торжественно направились в городскую мэрию, где по древнему обычаю расселись по старшинству полукругом около президента. Все члены были одинаково одеты по установленной заранее форме, все в треуголках. Первое заседание открылось молитвой и речью Зинцгейма, после которого говорил Фуртадо.

### 12 февраля
На втором заседании Синедриона зачитывались приветствия от различных французских, итальянских, прирейнских общин, a также от Дрездена и Нойвида. Амстердамской делегации было разрешено присутствовать в качестве гостей. В этот день Фуртадо прочёл разработанные собранием нотаблей 12 ответов на вопросы Наполеона.

### Последующие заседания
На следующих пяти заседаниях (16, 19, 23 и 26 февраля и 2 марта) чувствовался недостаток материала; отредактированные девятичленной комиссией ответы на 12 вопросов были приняты без дебатов и получили силу закона.
He подвергался обсуждению вопрос ο правоспособности Синедриона издавать имеющие обязательную силу законы и ο том, может ли он поставить себя наряду с древним Синедрионом. Раввины обошли это затруднение тем, что, по Талмуду, каждому столетию предоставляется делать новые постановления и определения.
Без дебатов Синедрион принял предложение Фуртадо ο том, что Синедриону следует высказаться в том смысле, что иудейство состоит из двух строго различных элементов, из чисто религиозных и политико-законодательных. Первые неизменны, вторые, потеряв свое значение со времени падения еврейского государства, могут быть заменены другими. Однако выводы из такого разделения элементов могут быть сделаны исключительно уполномоченным на то собранием, каковым является великий Синедрион.

### Последнее заседание (9 марта)
Синедрион принял девять постановлений, опубликованных на еврейском и французском языках.
- Первое постановление: в 4790 году еврейской эры (около 1000 года[7]) заседавший в Вормсе, под председательством раввина Гершома, синод высказался против многожёнства y евреев — a потому запрещается евреям тех стран, где полигамия не дозволена гражданскими законами, вступать в брак с другой женщиной при жизни первой жены, за исключением тех случаев, когда совершен с ней развод согласно Гражданскому кодексу и согласно еврейским религиозным законам.
- Второе постановление: еврейский развод действителен лишь тогда, когда ему предшествовал развод в гражданском порядке, согласно установленной Гражданским кодексом форме.
- Третье постановление: религиозному браку должно предшествовать совершение брака в гражданском порядке; браки, заключённые между евреем и христианином, согласно постановлениям Гражданского кодекса, должны считаться действительными, и хотя они не могут быть облечены в религиозную форму, они, тем не менее, не влекут за собой анафемы.
- Четвёртое постановление: каждый еврей обязан смотреть на своих нееврейских соотечественников как на своих братьев, так как они признают и почитают Бога как Творца неба и земли.
- Пятое: евреи должны поступать справедливо и относиться с милосердием к своим согражданам, к какой бы религии они не принадлежали.
- Шестое постановление касалось обязанности служить отечеству в качестве солдата и гражданина; во время военной службы еврей освобождается от соблюдения тех религиозных предписаний, которые стоят в противоречии с требованиями службы.
- В седьмом постановлении говорилось, что иудейство не запрещает евреям никакого ремесла и никаких занятий и потому желательно, чтобы евреи занялись земледелием, ремеслами и искусствами, отказываясь от тех занятий, которые делают их ненавистными и презренными в глазах соотечественников.
- Последние два постановления касались вопроса ο ростовщичестве — как относительно евреев, так и христиан; нельзя делать различия между евреем и неевреем; давать в рост дозволительно лишь в размере, установленном законами страны, и когда ввиду риска этого требуют финансово-коммерческие соображения.

Все эти постановления были торжественно прочитаны на последнем заседании Синедриона 9 марта 1807 года.
Вопрос об организации еврейских общин не был разработан Синедрионом, хотя и был подготовлен девятичленной комиссией.